# District de Jiefang
Le district de Jiefang (解放区 ; pinyin : Jiěfàng Qū) est une subdivision administrative de la province du Henan en Chine. Il est placé sous la juridiction de la ville-préfecture de Jiaozuo.